# Sassegnies
Sassegnies is een gemeente in het Franse Noorderdepartement (regio Hauts-de-France) en telt 289 inwoners (2004). De plaats maakt deel uit van het arrondissement Avesnes-sur-Helpe.

## Geografie
De oppervlakte van Sassegnies bedraagt 4,1 km², de bevolkingsdichtheid is 70,5 inwoners per km².
De onderstaande kaart toont de ligging van Sassegnies met de belangrijkste infrastructuur en aangrenzende gemeenten.

## Demografie
Onderstaande figuur toont het verloop van het inwonertal (bron: INSEE-tellingen).